# ویلو اسپرینگز (شهرستان کرن، کالیفرنیا)
ویلو اسپرینگز (به انگلیسی: Willow Springs) یک منطقهٔ مسکونی در ایالات متحده آمریکا است که در شهرستان کرن، کالیفرنیا واقع شده‌است. ویلو اسپرینگز ۷۶۹ متر بالاتر از سطح دریا واقع شده‌است.